# فرخانة (فرخانة)
فرخانة هي إحدى مشيخات المملكة المغربية، تتبع جغرافيا لإقليم الناظور وإداريًا لفرخانة. يقدر عدد سكانها بـ 9439 نسمة حسب الإحصاء الرسمي للسكان والسكنى لسنة 2004.